# Wagner Bittencourt
Wagner Bittencourt de Oliveira (Rio de Janeiro, 27 de março de 1950) é um engenheiro e político brasileiro.

## Biografia
É engenheiro formado pela Pontifícia Universidade Católica do Rio de Janeiro (PUC-Rio).
Desde 1975, é funcionário do Banco Nacional de Desenvolvimento Econômico e Social (BNDES) ocupando, desde 2006, a diretoria de Infraestrutura, Insumos Básicos e Estruturação de Projetos. Além disso, foi superintendente da Superintendência do Desenvolvimento do Nordeste (SUDENE) e presidente da Companhia Ferroviária do Nordeste (CFN).
Em 5 de abril, foi nomeado pela presidente Dilma Rousseff, ministro-chefe da SAC/PR. Deixou a secretaria em 15 de março de 2013 e foi substituído por Moreira Franco.